# Alex North
Alex North (n. 4 decembrie, 1910 – d. 8 septembrie, 1991) a fost un compozitor american de muzică de film, cunoscut pentru compunerea primei coloane sonore bazată pe muzică jazz (A Streetcar Named Desire) și a primei coloane sonore moderne (Viva Zapata!).
Născut la Chester, Pennsylvania, Alex North a reușit să introducă modernismul în structura clasică a muzicii de film bazată pe laitmotiv și bogată în teme. Una dintre acestea a devenit mai târziu celebra melodie Unchained Melody. Nominalizat la 15 premii Oscar dar fără succes de fiecare dată, Alex North și Ennio Morricone sunt singurii compozitori de muzică de film care au primit premiul special al Academiei pentru carieră.
Cele mai cunoscute coloane sonore ale sale sunt The Rainmaker (1956), Spartacus (1960), The Misfits (1961), Cleopatra (1963), Who's Afraid of Virginia Woolf? (1966), The Devil's Brigade (1968) și muzica respinsă a filmului 2001: A Space Odyssey.

## Nominalizări și premii

### Premiile Oscar
- 1986 - Premiu onorific
- 1985 - Under the Volcano
- 1982 - Dragonslayer
- 1976 - Bite the Bullet
- 1975 - Shanks
- 1969 - The Shoes of the Fisherman
- 1967 - Who's Afraid of Virginia Woolf?
- 1966 - The Agony and the Ecstasy
- 1964 - Cleopatra
- 1961 - Spartacus
- 1957 - The Rainmaker
- 1956
  - Unchained (cea mai bună melodie)
  - The Rose Tattoo (cea mai bună coloană sonoră)
- 1953 - Viva Zapata!
- 1952
  - Death of a Salesman
  - A Streetcar Named Desire

### Globurile de Aur
- 1969 - The Shoes of the Fisherman
- 1961 - Spartacus

### Premiile Grammy
- 1977 - Rich Man, Poor Man
- 1967 - Who's Afraid of Virginia Woolf?
- 1964 - Cleopatra

### Premiile Emmy
- 1986 - Death of a Salesman (TV)
- 1979 - The Word
- 1976 - Rich Man, Poor Man

1. ↑  Autoritatea BnF, accesat în 10 octombrie 2015
2. ↑  „Alex North”, Gemeinsame Normdatei, accesat în 18 octombrie 2015
3. ↑  Alex North, Internet Broadway Database, accesat în 9 octombrie 2017
4. ↑  Alex North, Filmportal.de, accesat în 9 octombrie 2017
5. ↑  Alex North, Encyclopædia Britannica Online, accesat în 9 octombrie 2017
6. ↑  Alex North, Musicalics
7. ↑  Alex North, Muzeul Solomon R. Guggenheim, accesat în 9 octombrie 2017
8. ↑  IdRef, accesat în 23 mai 2020
9. ↑  Guggenheim Fellows database